# Georg von Mayr
Georg von Mayr, född 12 januari 1841 i Würzburg, död 6 september 1925 i Tutzing, var en tysk statistiker och nationalekonom.
Mayr blev 1868 extra ordinarie professor i München och 1869 därjämte chef för Bayerns statistiska centralbyrå (som efterträdare till Friedrich von Hermann). År 1872 utnämndes han till ministerialråd och 1879 till understatssekreterare för Elsass-Lothringen, sedan 1887 i disponibilitet. Åren 1891-98 verkade han såsom universitetslärare i Strassburg och kallades 1898 åter till München som ordinarie professor i statistik, finansvetenskap och nationalekonomi.
Mayr, som var en man med mångsidiga intressen, var ordförande för tyska gruppen av Internationella kriminalistföreningen i Berlin och för det orientaliska sällskapet i München. Bland hans skrifter kan nämnas Die Gesetzmässigkeit im Gesellschaftsleben (1877), en populär framställning av statistiken, som vann vidsträckt spridning och bland annat översattes till ungerska, ryska och italienska.
Hans huvudarbete är Statistik und Gesellschaftslehre (två band, 1895 och 1897), om vilket den svenske statistikern Gustav Sundbärg yttrade i "Sverige", att "det förmodligen för långa tider kommer att blifva ett hufvudverk inom sin vetenskap", på samma gång som han bemöter Mayrs kritik över den svenska folkräkningsmetoden (genom prästerskapet). Från 1890 utgav Mayr "Allgemeines statistisches Archiv". Han invaldes som utländsk ledamot av svenska Vetenskapsakademien 1919.